# James Purdy
James Purdy (Hicksville, 17 luglio 1914 – New York, 13 marzo 2009) è stato uno scrittore statunitense.
Nato nell'Ohio, per molti anni è vissuto a Brooklyn. È stato autore di oltre venti libri, fra cui i romanzi Sono Elijah Thrush e La versione di Geremia. Ha scritto anche racconti, poesie, commedie.
Il suo nome non era noto ai più. Le sue opere letterarie non comparivano mai nelle liste dei libri più venduti del mese o dell'anno eppure il suo talento non aveva uguali quando si trattava di scrivere di amori ossessivi e non corrisposti, di omosessuali intrappolati o di emarginati respinti. James Purdy fu uno scrittore singolare, dalla profonda cultura classica e che visse sempre lontano dai salotti letterari. Il suo stile povero e asciutto si attagliava perfettamente agli amori spesso ossessivi (ed omosessuali) delle sue storie. Storie a tinte forti che affascinarono sia Edith Sitwell, la grande aristocratica delle letteratura inglese, sia l'esigentissimo Gore Vidal. Lo stesso Purdy amava spesso citare le parole di un illustre critico che una volta paragonò le sue opere ad un fiume sotterraneo che attraversava, non visto, terre e panorami d'America.

## Infanzia ed educazione
La sua famiglia si spostò a Findlay quando aveva cinque anni, e nella stessa cittadina si diplomò alla Findlay Higher School nel 1932. I suoi genitori si separarono e divorziarono nel 1930, soprattutto a causa di una forte crisi patrimoniale dovuta ad investimenti sbagliati da parte del padre. Dopo il divorzio sua madre, per sbarcare il lunario, trasformò la casa di famiglia in un piccolo albergo.
Nel 1935, dopo essersi trasferito alla Bowling Green State University, ottenne un baccalaureato in lingua francese, e successivamente si diede all'insegnamento alla scuola militare Greenbrier Military School in Virginia Occidentale. Continuò gli studi presso l'Università di Chicago dove ottenne un master in inglese nel 1937. Dopo aver prestato servizio nell'esercito, studiò spagnolo sempre presso l'Università di Chicago nel biennio 1944-45. Trascorse l'estate del 1945 alla Benemérita Universidad Autónoma de Puebla, in Messico, e tra il 1945 ed il 1946 insegnò lingua inglese a l'Havana presso la Ruston Academy. Nei successivi nove anni e mezzo, insegnò lingua spagnola presso la Lawrence University di Appleton, Wisconsin. Intorno alla metà degli anni cinquanta, con l'incoraggiamento ed il supporto di Miriam ed Osborn Andreas della Andreas Foundation, (fondazione sovvenzionata dalla multinazionale Archer Daniels Midland), Purdy fece ritorno a Chicago per intraprendere la carriera di scrittore, iniziando a scrivere e pubblicare racconti per riviste come Evergreen.

### L'inizio dell'attività letteraria
Subito dopo il suo arrivo a Chicago, Purdy iniziò la sua lunga amicizia con la pittrice Gertrude Abercrombie, soprannominata the Queen of the Bohemian Artists (la regina degli artisti bohemienne); la personalità di quest'artista è molto presente nelle opere di Purdy, così come l'ambiente del suo circolo culturale che affondava le sue radici nel celebre salon di Gertrude Stein. 

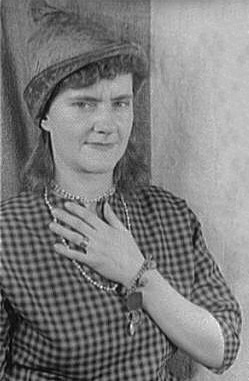
La pittrice Gertrude Abercrombie.

La loro amicizia ebbe il suo apice nel corso degli anni trenta. All'interno del circolo della Abercrombie, James Purdy ebbe modo di conoscere e di apprezzare la musica e la personalità dei più grandi musicisti jazz dell'epoca: Percy Heath, Sonny Rollins, Erroll Garner, Dizzie Gillespie, Charlie Parker, Max Roach, Miles Davis e Sarah Vaughan. Numerosi furono gli incontri e le serate dove questi grandi della musica improvvisavano pezzi di musica jazz e bebop, accompagnati spesso al pianoforte dalla stessa Abercrombie. Come dice il critico Michael E. Snyder nel suo libro sullo scrittore: "Grazie a questi artisti e musicisti jazz, che si trovavano spesso in compagnia della Abercrombie, il giovane Purdy ebbe un'intensa educazione alla cultura e con la musica afro-americana". La forte presenza di personaggi di colore nell'opera letteraria di Purdy è sempre stata sottovalutata da critici e studiosi a causa del fatto che queste figure con cui si confrontò il giovane scrittore erano fortemente integrate nel tessuto sociale statunitense. 

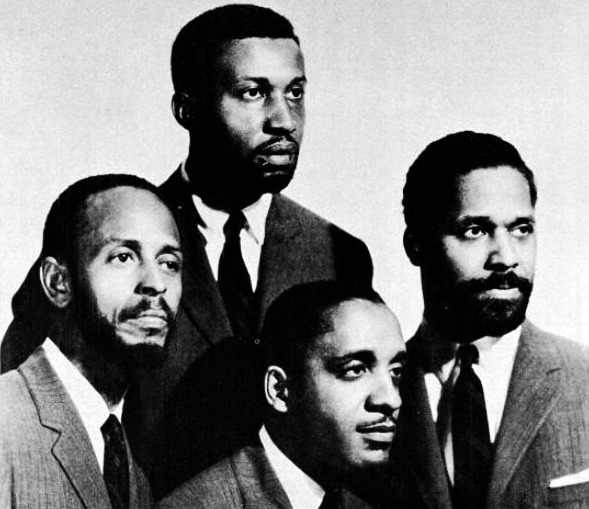
I Modern Jazz Quartet

Tuttavia, come dice il critico letterario Joseph T. Skerret Jr. in un suo articolo: "Sin dalla sua prima raccolta di racconti, Color of Darkness, pubblicato nel 1957, fino ai suoi ultimi racconti, egli creò una vasta gamma di personaggi di colore: uomini e donne, artisti e servi, Africani, Afro-Americani e Nativi d'America, giovani e vecchi, omosessuali ed eterosessuali, deboli e forti. A differenza di molti scrittori americani contemporanei, Purdy non ignora quella parte di popolazione che è di origine africana". Egualmente importanti per la sua formazione letteraria sono gli studi giovanili del Vecchio Testamento fatti sulla Versione della Bibbia di Re Giacomo, così come delle opere del grande drammaturgo inglese William Shakespeare. Durante questo periodo di apprendistato intellettuale, il giovane Purdy visse come ospite nella casa della Abercrombie, dove si trovavano, anche loro in qualità di ospiti, i membri del celeberrimo gruppo musicale jazz Modern Jazz Quartet. Il contatto con questi musicisti, tutti partiti da origini umilissime, come lo stesso Purdy, ispirarono al giovane fiducia nelle potenzialità del suo talento di scrittore, in particolar modo fu di esempio ispiratore la sua profonda ammirazione per la grande cantante di colore Billie Holiday. Molto importante per la sua ispirazione letteraria furono gli esponenti del realismo magico, tutti appartenenti al circolo della Abercrombie, come Ivan Albright, Dudley Huppler, Karl Priebe, Julia Thecla, e John Wilde; i quali alimentarono nel giovane scrittore un immaginario che presto avrebbe trasposto in forma scritta nei suoi romanzi e nei suoi racconti.

### Gli esordi fallimentari e i primi successi
Sebbene tentasse di inviare i suoi racconti manoscritti a diverse case editrici, Purdy si scontrò con una totale chiusura da parte del mondo editoriale. L'unico ad interessarsi realmente ai suoi scritti fu Andreas Osborn, uomo d'affari, appassionato e studioso egli stesso dello scrittore statunitense Henry James. 

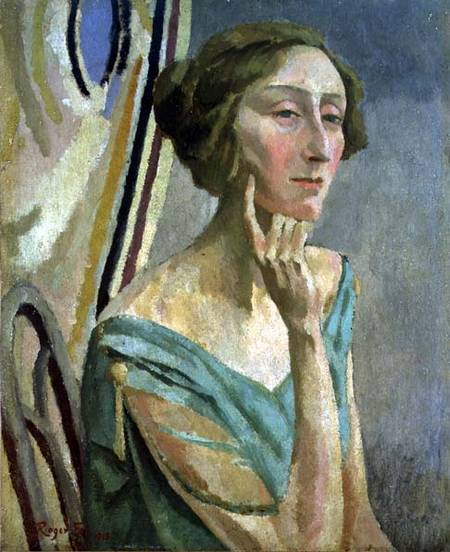
La scrittrice Edith Sitwell, in un ritratto di Roger Fry. La poetessa fu la prima a riconoscere il valore letterario dell'opera di Purdy

 Fu Osborn, infatti, a sovvenzionare la prima stampa di Don't Call Me by My Right Name  di Purdy, si trattava di un'edizione privata senza grandi speranze di ottenerne un guadagno commerciale. Tuttavia fu importante per la carriera di Purdy il fatto che lo stesso Osborn incoraggiasse lo scrittore a inviare copie dei suoi scritti ad altri autori. Uno di questi, la poetessa inglese Edith Sitwell fu letteralmente folgorata dall'opera di Purdy. L'ho letto due volte - scrive a Purdy Edith Sitwell - Che libro meraviglioso! Si tratta di un capolavoro da ogni punto di vista. Non c'è il minimo dubbio che voi siate un grande scrittore, e posso solo dire che sono piuttosto commossa. Quale angoscia, quale penetrante senso della verità!. L'entusiasmo della Sitwell diede una spinta fondamentale all'entusiasmo di Purdy, il quale, grazie al sovvenzionamento di un altro suo amico, Jorma Sjoblom, si vede pubblicare il racconto 63: Dream Palace nel 1956 e decide quindi di lasciare l'insegnamento per dedicarsi unicamente alla scrittura, trovando nel suo appartamento di Brooklyn l'ambiente più adatto. Lo stesso racconto viene inviato in Italia alla Sitwell, la quale, dopo averlo letto, ne suggerisce la pubblicazione all'editore britannico Victor Gollancz. Nonostante l'edizione inglese, giudicata dall'editore troppo scabrosa, venisse fortemente manomessa per renderla più accettabile al pubblico di lettori britannici, la raccolta di racconti venne nuovamente pubblicata, questa volta nella madrepatria dello scrittore, con il titolo Color of Darkness nel 1957 per opera della casa editrice New Directions Press. 

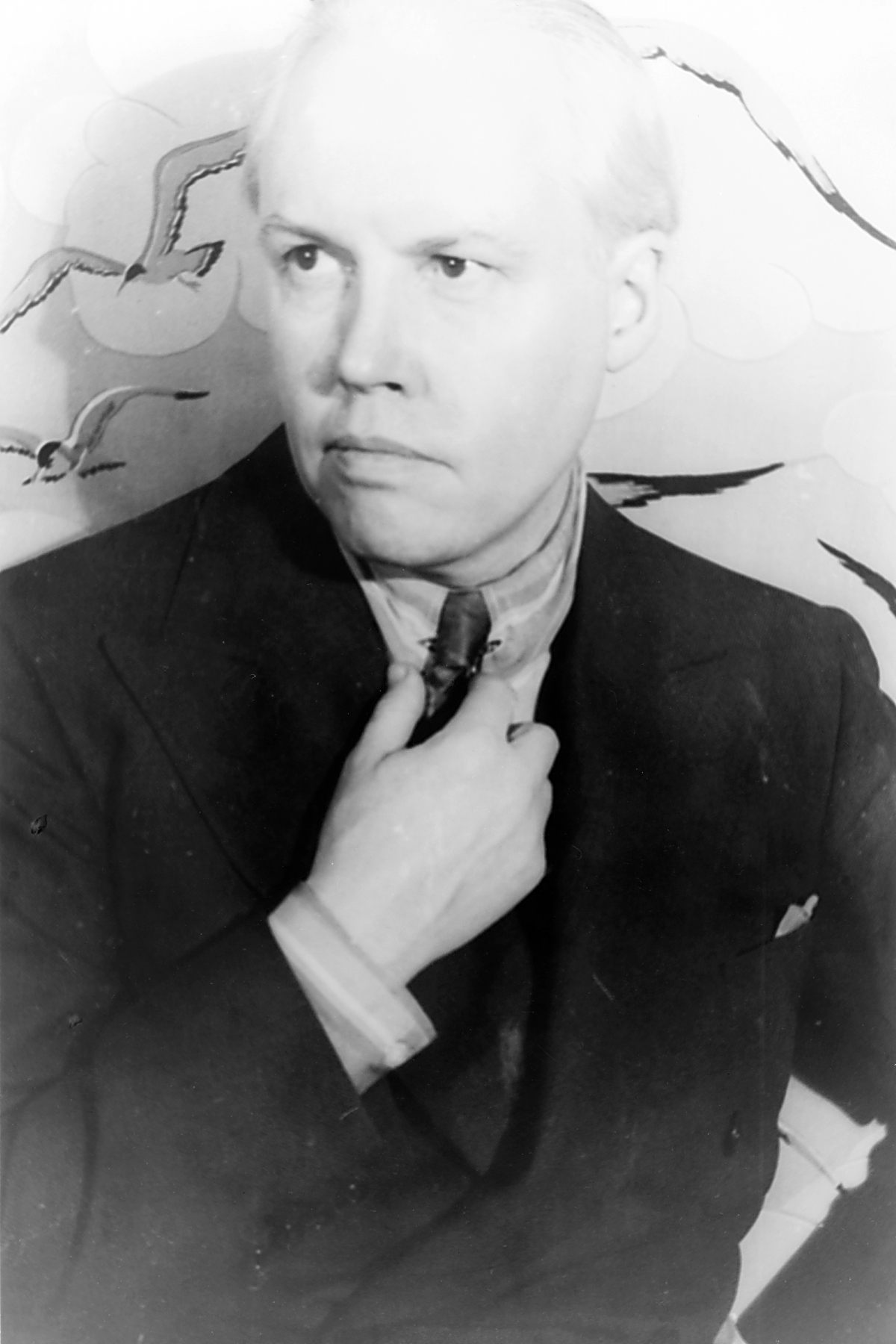
Lo scrittore e fotografo Carl Van Vechten, uno dei migliori amici di Purdy a New York

Grazie alla buona accoglienza di quest'opera da parte della critica letteraria statunitense, Purdy decide di trasferirsi a New York nel 1960, dove conosce lo scrittore e fotografo Carl Van Vechten il quale, entusiasta del talento di Purdy, lo incoraggia a perseguire nel suo lavoro e lo introduce nel suo circolo, nel quale Purdy conosce uno dei suoi migliori amici di sempre, Paul Bowles, così come anche la scrittrice e poetessa Dorothy Parker.

### Malcolm
Fu proprio Dorothy Parker che, sulle pagine dell'Esquire, accolse con una critica entusiasta il primo romanzo di Purdy, Malcolm, affermando che si trattasse di uno dei maggiori miracoli di inchiostro e penna. Il libro fu accolto positivamente anche a livello internazionale, e venne tradotto in quindici lingue. Il drammaturgo statunitense Edward Albee scrisse l'omonimo adattamento teatrale che debuttò aBroadway nel 1966.

## Opere

### Romanzi
- Malcolm (1959) Einaudi, 1965. Ripubblicato nel 2004 da Minimum Fax
- Il nipote (The Nephew) (1960) Einaudi, 1963. Ripubblicato nel 2005 da Minimum Fax
- Un ignobile individuo (Cabot Wright Begins) (1965) Einaudi, 1968. Ripubblicato nel 1994 con il titolo Cabot Wright ci riprova
- Rose e cenere (Eustace Chisholm and the Works) (1967) Einaudi, 1970. Ripubblicato nel 2010 da Baldini Castoldi Dalai
- La versione di Geremia (Jeremy's Version) (1970) Einaudi, 1973
- Sono Elijah Thrush (I Am Elijah Thrush) (1972) Einaudi, 1974
- The House of the Solitary Maggot (1974)
- Come in una tomba (In a Shallow Grave) (1976) SE, 1990
- Narrow Rooms (1978)
- Lessons And Complaints (1978)
- Mourners Below (1981)
- On Glory's Course (1984)
- Nel palmo della mano (In the Hollow of His Hand) (1986) Gremese, 1989
- Garments the Living Wear (1989)
- Out with the Stars (1992)
- Epistles of Care (1995)
- La figlia perduta (Gertrude of Stoney Island Avenue) (1996) Baldini Castoldi Dalai, 2008

### Raccolte
- 63: Palazzo del Sogno (Color of Darkness) (1957) Einaudi, 1960
- I figli sono tutto (Color of Darkness, Children is all) (1957, 1964) Einaudi, 1971
- The Brooklyn Branding Parlors (1986) (poesie)
- La fiamma dei tuoi occhi (The Candles of Your Eyes) (1987) SE, 1991
- Dream Palace: Selected Stories, 1956-87 (1992)
- Moe's Villa and Other Stories (2000)
- Non chiamarmi col mio nome, Racconti, 2018
- A casa quando è buio, Racconti, 2019

## Premi e riconoscimenti
- Guggenheim Fellowship: 1958 e 1963[5]
- National Book Award per la narrativa: 1960 finalista con Malcolm[6]
- Premio PEN/Faulkner per la narrativa: 1985 finalista con On Glory's Course